# Забойный футбол
«Забойный футбол» (нем. Männer wie wir) — комедия 2004 года режиссёра Шерри Хорман о вратаре-гее, который собирает футбольную команду, состоящую из одних гомосексуалов, чтобы играть против своего бывшего клуба, из которого он был уволен на почве гомофобии.

## Сюжет
Экки (Максимилиан Брюкнер) живёт с родителями, которым принадлежит пекарня в маленьком немецком городке Мюнстерланд близ Дортмунда. Футбол у немцев очень популярен, а Экки с детства был энергичным и успешным игроком.
В решающем матче чемпионата он не смог забить пенальти и удержать мяч, в результате его выгоняют из команды. Формальная причина увольнения — ошибки в игре, реальная же: откровение Экки, что он гей. Да ещё его напарник видел, как Экки поцеловал другого мужчину в губы. Возмущенный несправедливостью, парень приступает к формированию своей собственной команды, состоящей из геев и бросает вызов клубу, из которого был уволен. Между тем он пытается завоевать сердце парня своей мечты Свена (Давид Ротт), который становится его первым возлюбленным. Подготовкой и тренировкой команды занимается Карл (Рольф Цахер), экс-футболист, много лет тому назад забросивший спорт после сокрушительного поражения. В один прекрасный день игра состоялась. Сначала для Экки матч начинается плохо, но в конечном счете, его команда одерживает победу.

## В ролях
| Актёр               | Роль      |
| ------------------- | --------- |
| Максимилиан Брюкнер | Экки      |
| Давид Ротт          | Свен      |
| Рольф Цахер         | Карл      |
| Карло Льюбек        | Удо       |
| Михаэль фон Бург    | Мартин    |
| Мирко Ланг          | Тобиас    |
| Андреас Шмидт       | Юрген     |
| Кристиан Беркель    | Рудольф   |
| Дитмар Бер          | отец Экки |
| Лиза Поттхофф       | Сусанна   |
| Саския Фестер       | мать Экки |
| Юдит Хёрш           | Кордула   |
| Ханс Лёв            | Клаус     |

## Реакция
- «Дортмунд Боруссия» хорошо отозвался о «Забойном футболе», как об искрометной комедии, наполненной тонким юмором и иронией, хотя отдельные игроки клуба не разделили это мнение.[3]